# Чавдар войвода
Чавдар войвода е български хайдутин, действал в района на Кожух планина през XVI век.

## Биография
Чавдар войвода е роден в село Лакавица по долината на река Крива Лакавица, днес Северна Македония. В края на XVI век застава начело с дружина от 300 души, които действат из Македония и Шоплука. Предполага се, че Чавдар войвода взима участие в нападението над София през февруари 1595 година.
В османски документ от 1638 година се говори за хайдутин Константин, наречен Чавдар, от село Сопотница. Според решение на Битолския шериатски съд от 25 април 1638 година е осъден на смърт и обезглавен. Всичко това става след предателство. Чавдар войвода е възпят в стихотворението „Хайдути“ на Христо Ботев.

## Други
На Чавдар войвода е наречен мостът „Чавдар“ в София (Карта).
Полуостров Чавдар на Земя Греъм в Антарктика е наименуван на Чавдар войвода.